# 28-я отдельная механизированная бригада
28-я отдельная механизированная бригада имени рыцарей Зимнего похода (укр. 28-ма окрема механізо́вана брига́да імені Лицарів Зимового Походу, сокр. 28 ОМБр, в/ч А0666) — тактическое соединение Сухопутных войск Украины. Входит в состав Оперативного командования «Юг».
С 2019 года бригада носит почетное название в честь «рыцарей Зимнего похода» — участников Первого зимнего похода, рейдовых действий по тылам Красной и Добровольческой армий во время событий Гражданской войны на Украине.

## История
После обретения Украиной независимости 89-й гвардейский мотострелковый полк Советской армии вошёл в состав Вооружённых сил Украины как «89-й гвардейский механизированный полк». Полк принадлежал 28-й механизированной дивизии.

### Переформирование
В 1998 году, в результате первого эксперимента по апробированию бригадно-дивизионной структуры, на базе полка была создана 28-я отдельная механизированная бригада. Вновь созданное соединение унаследовало регалии только этого полка.

### Российско-украинская война
Во время Вооружённого конфликта на востоке Украины подразделения 28-й бригады удерживали позиции в Секторе «Д» на юге Донецкой области.
В июле 2014 года батальонно-тактическая группа 28-й бригады прикрывала государственную границу с Россией на участке Изварино — Кумачово.
28 августа 2014 года батальонно-тактическая группа 28-й бригады была переброшена из сектора «Д» на усиление группировки украинских войск в секторе «Б».
Впоследствии подразделение бригады совместно с другими подразделениями участвовало в боях в Донецком аэропорту.
20 января 2018 года бригада вернулась с ротации в обновленный военный городок.
В апреле 2018 года инициативная группа военнослужащих, ветеранов, волонтёров и журналистов предложила присвоить бригаде почётное название, с целью увековечить память одессита, начальника 2-го разведывательного, отдела Генерального штаба Украинской Народной Республики генерал-хорунжего Всеволода Змиенко.
23 августа 2019 года 28-я отдельная механизированная бригада получила почётное наименование «имени рыцарей Зимнего похода» в честь участников Первого зимнего похода (1919—1920) во время Гражданской войны на Украине.
23 июля 2022 года в Николаевской области в результате ракетного обстрела командного пункта погибли командир бригады полковник Виталий Гуляев и три подполковника — Александр Дейнека, Валентин Сергиенко и Виталий Бондарев.

## Структура
- управление (штаб)
- 1-й механизированный батальон
- 2-й механизированный батальон
- 3-й механизированный батальон
- танковый батальон
- зенитный ракетно-артиллерийский дивизион
- бригадная артиллерийская группа:
  - 1-й самоходный артиллерийский дивизион 2С1 «Гвоздика»
  - 2-й самоходный артиллерийский дивизион 2С3 «Акация»
  - реактивный артиллерийский дивизион БМ-21 «Град»
  - противотанковый артиллерийский дивизион МТ-12 «Рапира»
  - батарея управления и артиллерийской разведки
  - взвод обеспечения дивизиона
- разведывательная рота
- рота снайперов
- узел связи
- рота радиоэлектронной борьбы
- радиолокационная рота
- группа инженерного обеспечения
- рота РХБ3
- батальон материально-технического обеспечения
- ремонтно-восстановительный батальон
- медицинская рота
- комендантский взвод

## Командование
- Полковник Плавский Александр Герольдович (создавал 28-ю омехбр)
- Подполковник Лукьяненко Игорь Михайлович
- Полковник Павловский Игорь Валентинович
- Подполковник Сергей Наев[9]
- Полковник Игорь Олейник
- Полковник Владислав Лещинский
- Полковник Олег Зубовский[укр.] (октябрь 2015 — май 2018)[10]
- Полковник Максим Марченко (май 2018 — сентябрь 2021)[11]
- Полковник Виталий Гуляев[укр.] (сентябрь 2021 — 23 июля 2022)[12]
- Полковник Юрий Мадяр

## Традиции
По состоянию на 2015 год воинская часть имела название — 28-я отдельная гвардейская механизированная бригада. В 2016 году, в рамках общевойсковой реформы, из названия было исключено гвардейское наименование.
22 августа 2019 года с целью восстановления исторических традиций национального во́йска относительно названий воинских частей, учитывая образцовое выполнение поставленных задач, высокие показатели в боевой подготовке, а также по случаю 28-й годовщины независимости Украины. Президент Украины своим приказом № 618/2019 присвоил 28-й отдельной механизированной бригаде почётное наименование «имени рыцарей Зимнего похода» и предписал в дальнейшем её именовать как 28-я отдельная механизированная бригада имени рыцарей Зимнего похода.

### Символика

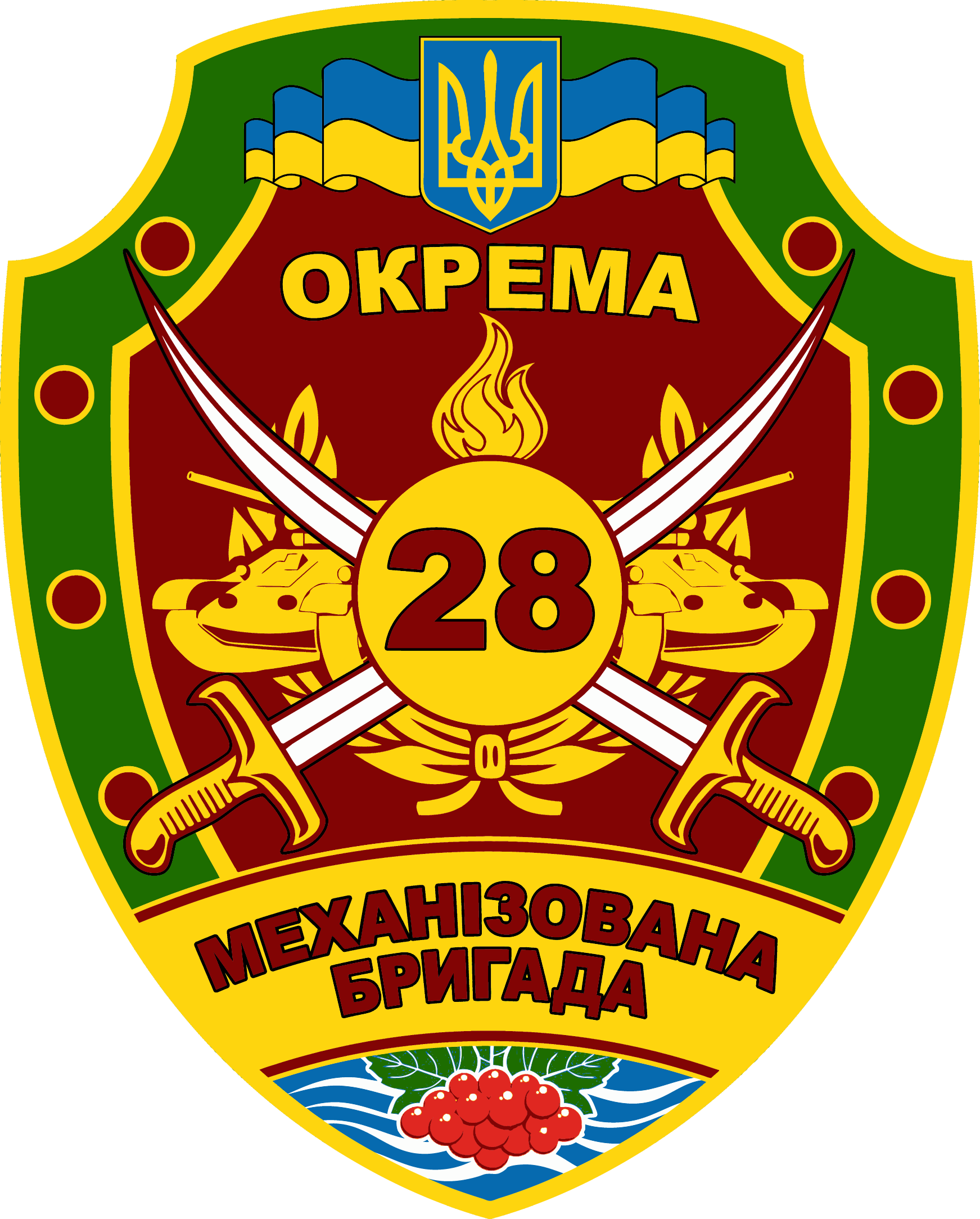
Шеврон 28 омбр в 2015—2019 годах

В 2015 году бригада видоизменила эмблему. Из неё убрали георгиевскую (гвардейскую) ленту, оставив только ленту цветов национального флага. При этом изменилась техника, присутствует на эмблеме — раньше на ней были изображены боевая машина пехоты БМП-2 и танк Т-72, который заменили два танка Т-34 времён Второй мировой войны. Драгунские сабли 1881 года заменили казачьими саблями XVII столетия.
В начале 2019 года начал употребляться новый нарукавный знак бригады, а осенью начальник Генштаба Вооружённых сил Украины официально утвердил нарукавный эмблему нового образца для 28-й отдельной механизированной бригады имени рыцарей Зимнего похода. Нарукавная эмблема имеет вид британского геральдического щита, стандартного для ВСУ формы и оливкового цвета, который украшен золотым кантом. На щите изображен чёрный крест с золотой каймой. В центре креста расположен синий круг с вписанным в него золотым трезубцем, наложенный на золотую четырёхлучевую звезду. В эмблеме бригады использованы элементы награды Железного креста «За зимний поход и бои» Украинской Народной Республики (1917—1921). С официально утвержденной версии была убрана девизная лента, которая представляла собой изогнутую вверх посередине фигурную ленту с девизом «Волей и Железом».